# Meinhard Michael Moser
Meinhard (Michael) Moser (Innsbruck, 13 marzo 1924 – Innsbruck, 30 settembre 2002) è stato un micologo austriaco.

## Biografia
Tra il 1930 e il 1942 frequentò le scuole elementari e medie nella nativa Innsbruck. 
Sin dalla tenera età sviluppò l'interesse per le scienze naturali grazie all'aiuto del nonno materno E. Heinricher, professore di Botanica all'Università di Innsbruck. 
Il suo interesse per i funghi è dimostrato dai suoi primi disegni di funghi che risalgono al 1935 quando era ancora un giovane scolaro. 
Nel 1942, iniziò a frequentare l'università di Innsbruck dove seguì corsi di botanica, zoologia, geologia, fisica e chimica.
In questo periodo, durante la II guerra mondiale, il suo particolare interesse per la botanica e la micologia lo portarono a diventare un ispettore micologo.
Fu proprio grazie a questo incarico pubblico che Moser frequentò molteplici seminari sul riconoscimento dei funghi, sia in Austria che in Germania, dove entrò in contatto con famosi micologi tedeschi che diventarono suoi mentori durante la sua carriera scientifica. Strinse infatti amicizia con J. Schäffer, W. Neuhoff, G. Kallenbach, S. Killermann, H. Haas, B. Henning e numerosi altri famosi micologi contemporanei.
Al terzo anno di università M. Moser, all'età di 19 anni, fu costretto a lasciare gli studi nel 1943 e fu chiamato a svolgere il servizio militare. Per le sue conoscenze della lingua slava fu chiamato come interprete nella penisola balcanica.
Nonostante la guerra Moser continuò con i suoi studi in micologia. Quando il tempo glielo permetteva, collezionò ed identificò funghi ovunque fosse dislocato raccogliendo gli appunti in "Das System der Agaricales", pubblicato da R. Singer (1936, 1942, 1943). 
All'inizio del 1945, Moser fu catturato in Cecoslovacchia e imprigionato in un campo in Crimea (Ucraina). 
Fu pubblicato nel 1948 e tornò a casa dove ritornò agli studi universitari.
Due anni più tardi, nel 1950, presentò la tesi "Zur Wasserökologie der höheren Pilze, mit besonderer Berücksichtigung von Waldbrandflächen". 
Durante la sua vita Moser è stato membro di svariate associazioni micologiche, in particolare la Société mycologique de France (1948) e la British Mycological Society (1949), e di conseguenza si sforzò di ristabilire contatti interrotti con colleghi in Austria, Inghilterra, Germania, Francia, Svizzera e in molti altri paesi europei.
In particolare fu, dal 1983 sino alla morte, Direttore scientifico del Centro Studi per la Flora Mediterranea di Borgotaro dove organizzò insieme agli storici amici Valtaresi numerosi Convegni Micologici Internazionali.
Il 6 ottobre del 2002 era ancora atteso a Borgotaro per i suoi Seminari biennali nella cittadina con i Suoi allievi del IV e V Corso di Microbiologia ma il fato lo ha fermato.
La via che porta al bosco delle "Stabielle", Sua meta favorita, è ora via "Prof.Meinhard Moser, alle Stabielle".
Nel 1951 ottenne una borsa di studio dal British Council che gli permise di lavorare sotto la guida del prof. J.L. Herley ad Oxford. Nei sei mesi che dimorò in Inghilterra si occupò di ricerche sulle ectomicorrize e della revisione tassonomica di Agaricales tenute nel Kew Herbarium. A.A. Pearson, inoltre, gli presentò numerosi micologi contemporanei e ricercatori che si occupavano di ectomicorrize.
Tornato in Austria, nel 1952, Moser conseguì un incarico come ricercatore nell'Istituto di Ricerca Forestale Federale di Imst (Tirolo) dove si occupò a tempo pieno di aspetti teorici e pratici relativi alla ricerca sulle ectomicorrize e sulla micoecologia.
Per molti anni Moser e i suoi collaboratori svilupparono tecniche di inoculazione con l'obiettivo di stabilire in vitro una relazione simbiotica tra fungo ed albero per successive semine da usare in progetti di riforestazione sulle Alpi.
Tali metodi furono utilizzati con successo più tardi in tutti i programmi mondiali di riforestazione. Dopo aver lasciato l'istituto di ricerca, nel 1968, non cessò gli studi sulle ectomicorrize, ricerche che coinvolsero molti studenti nel suo laboratorio presso l'università.
Partendo dal concetto che la corretta identificazione degli Agaricales fosse impedita in maniera determinante dalla mancanza di un'adeguata letteratura aggiornata, egli decise di scrivere un manuale sui funghi sulla base del "Vademecum für Pilzfreunde" (1920) di Ricken e ispirandosi al punto di vista tassonomico proprio e di Singer.
Il "Kleine Kryptogamenflora von Mitteleuropa", pubblicato nel 1953, e le sue successive riedizioni (1955, 1967, 1978, 1983) sono stati dei best seller della letteratura micologica sin dalla prima edizione. Nel corso degli anni questo libro, che tratta 3150 taxa, è stato tradotto in inglese (1983) e in italiano (1986). Tale opera, non solo risulta essere il testo più conosciuto per l'identificazione dei macromiceti europei, ma anche un caposaldo per la moderna tassonomia delle Agaricales.
Nella serie "Kleine Kryptogamenflora von Mitteleuropa", M. Moser pubblicò anche "Ascomycetes" (1963) in cui riportò chiavi dicotomiche per l'identificazione delle specie europee più comuni di funghi a “coppa”.
Nonostante gli incarichi onerosi e le sfide della ricerca scientifica sia in laboratorio che sul campo, Moser nel 1956 divenne "Privatdozent" all'Università di Innsbruck, dove insegnò Microbiologia.
Otto anni dopo fu promosso a professore associato e infine, nel 1968, diventò professore ordinario.
Il nuovo Istituto di Microbiologia fu aperto ufficialmente nel 1972 e Moser vi lavorò incrementandovi l'attività di ricerca ed insegnandovi fino a che non andò in pensione nel 1991.
Per molti anni Moser insegnò a centinaia di studenti diversi aspetti della microbiologia, dalla tassonomia, ecologia e micogeografia dei funghi, alla chemiotassonomia, genetica molecolare, tossicologia.
Durante la sua carriera presso l'Università di Innsbruck, Moser fu relatore di più di 60 tesi di dottorato e numerose tesi di laurea, oltre che a svolgere incarichi amministrativi in varie commissioni alla facoltà di Scienze Naturali.
Come riconoscimento dei suoi contributi, sotto molteplici aspetti, alla ricerca micologica, Moser ricevette molti prestigiosi premi e fu eletto membro onorario di molte associazioni:
Schweizerische Mykologische Gesellschaft (1957), Bayerische Botanische Gesellschaft (1962), Clusius Medal, Budapest, Hungary (1978), Deutsche Gesellschaft für Mykologie (1981), Société Mycologique de la France (1981), Dr. h.c., Université de Lyon, France (1984), Kardinal Innitzer Preis, Wien, Austria (1985), Österreichische Akademie der Wissenschaften, Vienna (1986), E. v. Tschermak-Seisenegg Preis, Österreichische Akademie der Wissenschaften, Wien (1989), Ehrenbürger der Stadt Borgotaro, Italien (1990), Mycological Society of America (1992), Ukrainian Academy of Sciences (1992), Gesellschaft für Mykologie und Lichenologie, Germany (1992), Ukrainian Botanical Society (1993), Centenary Fellow of the British Mycological Society (1996). 
Nel 1991 si ritirò in pensione mantenendo tuttavia un ritmo intensivo di lavoro.
Subito dopo il suo ritorno dal 7º Congresso Internazionale tenutosi ad Oslo (Norvegia), Moser ebbe una serie di attacchi cardiaci e fu ricoverato. Le sue condizioni peggiorarono e, il 30 settembre 2002, passò a miglior vita.

## I campi di ricerca
Scorrendo attraverso il lungo elenco delle pubblicazioni di Moser emergono quattro temi ricorrenti nella sua attività di ricerca su Agaricales:
- la morfotassonomia classica;
- la ricerca sulle ectomicorrize;
- la chemiotassonomia;
- i principi tossici.

Morfotassonomia classica delle Agaricalicon riferimento al "Kleine Kryptogamenflora", M. Moser fu costretto a chiarire l'identità tassonomica dei taxa registrati in Europa. Era sua convinzione che l'unica strada percorribile per attenere risultati affidabili fosse quella di tornare nelle località della Svezia dove E. Fries aveva raccolto le specie descritte nel "Systema mycologicum" (1821). Per questo, Moser non solo imparò lo svedese ma raccolse Agaricales nelle località visitate da E. Fries con l'intenzione di creare un erbario internazionale di “neotipi” disponibile per i mico-tassonomisti di tutto il mondo. Moser, in particolare, concentrò la sua attenzione sulla tassonomia del genere Cortinarius, il genere più difficile e più variegato delle Agaricales. Nel corso dei suoi studi, egli scrisse una monografia sui rappresentanti europei del genere Phlegmacium (1960) e scrisse molti contributi critici sui relativi taxa. Invitato in Argentina e Cile da R. Singer, M. Moser (insieme a E. Horak) pubblicò una monografia comprensiva sull'associazione di specie Nothofagus-Cortinarius rilevata sulle Ande della Patagonia. In numerosi viaggi negli Stati Uniti, Moser continuò con la ricerca tassonomica su materiale del genere Cortinarius conservato nell'A.H. Smith Herbarium (MICH) e aggiunse, in collaborazione con J. Ammirati (Seattle), elementi preziosi per la conoscenza di quelle specie di agarici del Nord America, "difficili" dal punto di vista tassonomico. Durante la sua lunga carriera micologica M.Moser raccolse e documentò più di 25000 esemplari che sono curati nell'Erbario IB dell'Università di Innsbruck.
Ricerca sulle ectomicorrizemolti lettori di "Kleine Kryptogamenflora" probabilmente non sanno che Moser è stato un esperto internazionale sulle ectomicorrize, materia in cui era stato introdotto da J.L. Harley e su cui lavorò a stretto contatto con i ricercatori svedesi della scuola Melin-Björkman. Suo è il "Progetto Castagno" (con il contributo di G.Govi ed E.Borghi) che si propone di potenziare la produzione fungina dei castagneti e nello stesso tempo di proteggere le radici arboree. Il progetto, studiato per i castagneti della Val Taro ed approvato dalla VI Commissione Agricoltura della Comunità Europea come progetto di studio negli anni 90, è ancora oggi un esempio di applicazione pratica degli studi sulle ectomicorrize (è stato applicato in altre aree del Nord Italia ma non dove è nato).
Chemiotassonomia delle Agaricalinella ricerca di elementi distintivi dei taxa appartenenti al genere Cortinarius, caratterizzati da una vasta gamma cromatica, Moser studiò preliminarmente i pigmenti, derivati in gran parte da composti antrachinonici.
I principi tossici delle AgaricaliMoser e il suo gruppo di ricerca si occupò, in particolare, delle proprietà chimiche e patologiche di una potente micotossina, l'orellanina, isolata dalle specie Cortinarius orellanus e Cortinarius speciosissimus.

## Pubblicazioni
- Moser, M. 1949a. Note sur une espèce boréale du genre Stropharia trouvée en Tyrol. Bull. Soc. mycol. France 65: 175-179.
- Moser, M. 1949b. Über das Massenauftreten von Formen der Gattung Morchella auf Waldbrandflächen. Sydowia 3: 174-200.
- Moser, M. 1949c. Untersuchungen über den Einfluss von Waldbränden auf die Pilzvegetation. Sydowia 3: 336-383.
- Moser, M. 1950. Neue Pilzfunde aus Tirol. Ein Beitrag zur Kenntnis der Pilzflora Tirols. Sydowia 4: 84.
- Moser, M. 1951a. Zur Frage der Geniessbarkeit des Purpurröhrlings, Boletus rhodoxanthus (Krbh.) Kbch. Zeitschr. Pilzk. 21: 5-7.
- Moser, M. 1951b. Begriffe moderner Blätterpilzsystematik. Zeitschr. Pilzk. 9: 7-9.
- Moser, M. 1951c. Bemerkenswerte Phlegmacienfunde. Zusammengestellt aus dem Nachlasse von Julius Schäffer. Sydowia 5: 357-365.
- Moser, M. 1951d. Cortinarienstudien. 1. Phlegmacium. Sydowia 5: 488-544.
- Moser, M. 1951e. Neue Einblicke in die Lebensgemeinschaft von Pilz und Baum. Umschau 51: 533-534.
- Moser, M. 1951f. Beitrag zur Anatomie der Discomyceten. Das Morchellaproblem. Sydowia. 5 56-119.
- Moser, M. 1952a. Cortinarienstudien. 2. Phlegmacium. Sydowia 6: 17-161.
- Moser, M. 1952b. Die Gattung Cortinarius Fr. (Schleierlinge) in heutiger Schau. Zeitschr. Pilzk. 21: 1-10.
- Moser, M. 1952c. Literatur und Besprechungen. Schweiz. Zeitschr. Pilzk. 30: 136-138.
- Moser, M. 1953a. Erlenwasserköpfe und Erlenschnitzlinge. Zeitschr. Pilzk. 21,145: 11-14.
- Moser, M. 1953b. Die Gattung Rozites Karsten. Schweiz. Zeitschr. Pilzk. 31: 164-172.
- Moser, M. 1953c. Blätter- und Bauchpilze (Agaricales und Gastromycetes). Kleine Kryptogamenflora Mitteleuropas. Bd. 2: 1-282. G. Fischer. Stuttgart.
- Moser, M. 1953d. Bribes Cortinariologiques. 1. Bull. Soc. Natur. Oyonnax 7: 113-127.
- Moser, M. 1953e. Bemerkungen zur Morphologie der Sporen von Maublancomyces Herter und Discina Fr. Rev. Sudameric. Bot. 10: 189-194.
- Moser, M. 1953f. Fleischfressende Pilze auf Tierfang. Schweiz. Zeitschr. Pilzk. 31, Heft 6: 77-79.
- Moser, M. 1953g. Begriffe moderner Blätterpilzsystematik. Zeitschr. Pilzk. 14: 1-4.
- Moser, M. & al. 1953. Liste der bei der Mykologischen Tagung in Fritzens (24. - 30. 8. 1952) gefundenen oder ausgestellten Pilze. Zeitschr. Pilzk. 13: 22-25.
- Moser, M. 1953h. Literaturbesprechungen. Zeitschr. Pilzk. 13: 26-27.
- Moser, M. 1954a. Mr. Arthur Anselm Pearson zum Gedenken, 1874-1954. Zeitschr. Pilzk. 16: 27.
- Moser, M. 1954b. Offene Fragen in der Phlegmacien-Forschung. Zeitschr. Pilzk. 17: 18-20.
- Moser, M. 1954c. Une Pholiotine nouvelle et interessante: Pholiotina funariophila n. sp. avec quelques remarques écologiques. Bull. Soc. Nat. Oyonnax 8: 41-54.
- Moser, M. 1955a. Studien zur Gattung Oudemansiella Speg., Schleim- und Sammetrüblinge. Zeitschr. Pilzk. 19 : 4-11.
- Moser, M. 1955b. Blätter- und Bauchpilze. 2. Aufl. Kleine Kryptogamenflora Mitteleuropas. Bd. 2: 1-327. G. Fischer. Stuttgart.
- Moser, M. 1955c. Bemerkenswerte Funde von der mykologischen Tagung in Basel-Luzern 1953. Schweiz. Zeitschr. Pilzk. Sondernummer 21, Heft 9: 133-137.
- Moser, M. & E. Chaida. 1955. Rezepte aus Österreich. Schweiz. Zeitschr. Pilzk. 33, Heft 8: 125-126.
- Moser, M. 1956. Die Bedeutung der Mykorrhiza für Aufforstungen in Hochlagen. Forstwiss. Centralbl. 75: 8-18.
- Moser, M. 1957. Neue oder interessante Cortinariaceen. Bribes Cortinariologiques. 2. Sydowia Beiheft 1: 225-240 (Festschrift Franz Petrak).
- Moser, M. 1958a. Der Einfluss tiefer Temperaturen auf das Wachstum und die Lebenstätigkeit höherer Pilze mit spezieller Berücksichtigung von Mykorrhizapilzen. Sydowia 12: 386-399.
- Moser, M. 1958b. Die künstliche Mykorhiza-Impfung an Forstpflanzen. 1. Forstwiss. Centralbl. 77: 32-40.
- Moser, M. 1958c. Die künstliche Mykorhiza-Impfung an Forstpflanzen. 2. Forstwiss. Centralbl. 77: 273-278
- Moser, M. 1958d. Die Mykorrhiza - Zusammenleben von Pilz und Baum. Umschau 58: 267-270. 1959
- Moser, M. 1959a. Pilz und Baum. Schweiz. Zeitschr. Pilzk. 37: 37-53.
- Moser, M. 1959b. Die künstliche Mykorhiza-Impfung an Forstpflanzen. 2. Forstwiss. Centralbl. 78: 193-202.
- Moser, M. 1959c. Besprechungen: Pilzflora subarktischer und alpiner Florengebiete. Zeitschr. Botanik. 47: 529-531.
- Moser, M. 1959d. Beiträge zur Kenntnis der Wuchsstoffbeziehungen im Bereich ektotropher Mykorrhizen. Arch. Mikrobiol. 34: 251-269.
- Moser, M. 1960a. A new species of Cortinarius from the Himalaya. Kew Bull. 14: 66-67.
- Moser, M. 1960b. Die Gattung Phlegmacium (Schleimköpfe). Die Pilze Mitteleuropas 4. Julius Klinkhardt, Bad Heilbrunn (Obb.). 440 S, 446 Tafeln.
- Moser, M. 1960c. Die Bedeutung der Mykorrhiza bei Aufforstungen unter besonderer Berücksichtigung von Hochlagen. - In: Mykorrhiza. Internat. Symposium. VEB, Gustav Fischer Verlag, Jena, Weimar: 407-424.
- Moser, M. 1961. Type studies and revisions in the Cortinarius collections at Kew. Kew Bull. 15: 447-452.
- Moser, M. & Göbl, F. 1961. Die Fermentwirkungen von Wald- und Aufforstungsböden und ihre Bedeutung für die forstliche Praxis. Mitt. Forstl. Bundes-Versuchsanst. Wien 59: 411-423.
- Moser, M. & Singer, R. 1961. Macrolepiota olivascens. Schweiz. Zeitschr. Pilzk. 39: 154-155.
- Moser, M. 1962a. Die bitteren Schleimfüße (Myxacien). Schweiz. Zeitschr. Pilzk. 40: 181-187.
- Moser, M. 1962b. Die Rolle des Wassers im Leben der Höheren Pilze. Schweiz. Zeitschr. Pilzk. 40: 129-141.
- Moser, M. 1962c. Die Bildung von Indolwuchsstoffen durch Mykorrhizapilze. Ber. Deutsch. Bot. Ges. 75: 27-34.
- Moser, M. 1963a. Ascomyceten (Schlauchpilze). Kleine Kryptogamenflora Mitteleuropas. Bd. 2a: 1-147. G. Fischer. Stuttgart.
- Moser, M. 1963b. Zur Variabilität von Leucopaxillus mirabilis (Bres.) Mos. Schweiz. Zeitschr. Pilzk. 41: 181-194.
- Moser, M. 1963c. Notizen zu einigen interessanten Discomyceten. Ber. Naturwiss.-Mediz. Ver. Innsbruck 53: 139-141.
- Moser, M. 1963d. Mikrobiologie des Bodens und Forstwirtschaft. Mitt. Forstl. Bundes-Versuchsanst. Wien 60: 683-689.
- Moser, M. 1963e. Förderung der Mykorrhizabildung in der forstlichen Praxis. Mitt. Forstl. Bundes-Versuchsanst. Wien 60: 691-720.
- Moser, M. & J. Stangl. 1963. Ein neuer Pluteus aus Süddeutschland: Pluteus pseudoroberti Mos. & Stangl. Zeitschr. Pilzk. 29: 36-39.
- Moser, M. 1964a. Das System der Agaricales im Lichte neuerer Forschung. Ber. Deutsch. Bot. Ges. 77: 101-109.
- Moser, M. 1964b. Über einige Hydrocybe-Arten mit graubraunem Velum. Schweiz. Zeitschr. Pilzk. 55: 145-151.
- Moser, M. 1964c. Transpirationsschutz bei Höheren Pilzen. Schweiz. Zeitschr. Pilzk. 42: 50-54.
- Moser, M. 1964d. Die Mykorrhizafrage bei der Anzucht von Forstpflanzen für das Hochgebirge. Sonderdruck aus: Forstsamengewinnung und Pflanzenanzucht für das Hochgebirge. BLV. München-Basel-Wien: 225-231.
- Moser, M. 1965a. Zur Geniessbarkeit des Lärchenmilchlings (Lactarius porninsis Roll.). Zeitschr. Pilzk. 31: 67-68.
- Moser, M. 1965b. Studien zu Cortinarius Fr. subgen. Telamonia sect. Armillati. Schweiz. Zeitschr. Pilzk. 43: 113-124.
- Moser, M. 1965c. Studien zu Cortinarius Fr. subgen. Telamonia sect. Armillati (Schluss). Schweiz. Zeitschr. Pilzk. 43: 129-142.
- Moser, M. 1965d. Künstliche Mykorrhiza-Impfung und Forstwirtschaft. Allgem. Forstzeitschr. 1-2.
- Moser, M. 1965e. Der Wasserhaushalt Höherer Pilze in Beziehung zu ihrem Standort. Schweiz. Zeitschr. Pilzk. 43: 161-172, 177-182.
- Horak, E. & M. Moser. 1965. Fungi Austroamericani 12. Studien zur Gattung Thaxterogaster Sing. Nova Hedwigia 10: 211-241.
- Singer, R. & M. Moser. 1965. Forest mycology and forest communities in South America. 1. The early fall aspect of the mycoflora of the Cordillera Pelada (Chile). Mycopath. Mycol. Appl. 26: 129-191.
- Moser, M. 1966a. Kuehneromyces vernalis (Peck) Sing. & Smith. Zeitschr. Pilzk. 32: 43-45.
- Moser, M. 1966b. Rolf Singer zum 60. Geburtstag. Schweiz. Zeitschr. Pilzk. 44: 81 82.
- Moser, M. 1966c. Einige interessante Pilzfunde aus dem Gebiet von Gotschuchen. Carinthia. Mitt. Naturwiss. Kärnten 2: 28-33.
- Moser, M. 1966d. Die ektotrophe Ernährungsweise an der Waldgrenze. Mitt. Forstl. Bundes-Versuchsanst. Wien 75: 357-380.
- Moser, M. 1966e. Die ektotrophe Ernährungsweise an der Waldgrenze. Allg. Forstzeitung. 77: 120 - 127. gefunden in: Körner, C. 1999. Alpine Plant life. Springer Verlag
- Horak, E. & M. Moser. 1966. Fungi Austroamericani. 8. Singeromyces Moser, Paxillogaster Horak und Gymnopaxillus Horak. Nova Hedwigia 10: 329-431.
- Moser, M. 1967a. Beitrag zur Kenntnis verschiedener Hygrophoreen. Zeitschr. Pilzk. 33: 1-21.
- Moser, M. 1967b. Röhrlinge und Blätterpilze. 3. Aufl. Kleine Kryptogamenflora Mitteleuropas. Bd. 2b/2: 1-443. G. Fischer. Stuttgart.
- Moser, M. 1967c. Julius Schäffer und die Cortinarien-Forschung. Zeitschr. Pilzk. 33: 84-87.
- Moser, M. 1967d. Neue oder kritische Cortinarius-Arten aus der Untergattung Telamonia (Fr.) Loud. Nova Hedwigia 14: 483-518.
- Moser, M. 1967e. Beitrag zur Kenntnis schwärzender Cortinarien aus der Untergattung Telamonia (Fr.) Loud. Schweiz. Zeitschr. Pilzk. 65: 97-101.
- Moser, M. 1968a. Ueber eine neue Art aus der Gattung Hydropus (Kuehn.) Sing. Zeitschr. Pilzk. 34: 145-152.
- Moser, M. 1968b.Erfahrungsaustausch: Gibt es giftige Saftlinge? Zeitschr. Pilzk. 34: 183-184.
- Moser, M. 1968c. Was ist Cantharellus polycephalus Bres.? Zeitschr. Pilzk. 34: 67 70.
- Moser, M. 1968d. Bruno Hennig 75 Jahre. Zeitschr. Pilzk. 34: 108-110.
- Moser, M. 1968e. Die Verbreitung der Gattung Cortinarius Fr. in der Weltflora und ihre Beziehung zu bestimmten Phanerogamen. Acta Mycol. 4: 199-203.
- Moser, M. 1968f. Dermocybe and Cortinarius collections of R.W.G. Dennis from the Blue Mountains, Jamaica. Kew Bull. 22: 87-92.
- Moser, M. 1968g. Literaturbesprechungen. Zeitschr. Pilzk. 34: 187-189.
- Moser, M. & E. Horak. 1968. Psilocybe serbica spec.nov., eine neue Psilocybin und Psilocin bildende Art aus Serbien. Zeitschr. Pilzk. 34: 137-144.
- Moser, M. 1969a. Cortinarius Fr. Untergattung Leprocybe subgen. nov. Die Rauhköpfe. Zeitschr. Pilzk. 35: 213-248.
- Moser, M. 1969b. Ueber den Wert von Häufigkeitsangaben für die Pilzbestimmung. Zeitschr. Pilzk. 35: 312-313.
- Moser, M. 1969c. Gibt es neben dem Orangefuchsigen Schleierling (Cortinarius orellanus) weitere giftige Schleierlinge ?. Zeitschr. Pilzk. 35: 29-34.
- Moser, M. 1969d. Dr. Walther Julius Klinckhardt 1899-1968. Zeitschr. Pilzk. 35: 122 124.
- Moser, M. 1969e. Arthur Flury-Blatter 85 Jahre. Zeitschr. Pilzk. 35: 125.
- Moser, M. 1969f. Literaturbesprechungen. Zeitschr. Pilzk. 35: 126-132.
- Moser, M. 1969g. Ueber einige kritische oder neue Cortinarien aus der Untergattung Myxacium Fr. aus Smøland und Halland. Friesia 9: 142-150.
- Moser, M. 1969h. Cortinarius impennis (Fr.) Fr. und Cortinarius umidicola (Kauffm.) Hry. Schweiz. Zeitschr. Pilzk. 47: 169-172.
- Moser, M. 1969i. Buch besprechungen. Zeitschr. Pilzk. 35: 323-329.
- Moser, M. 1969j. Cortinarius zinziberatus (Scop. ex Fr.) Fr. und seine Doppelgänger. Schweiz. Zeitschr. Pilzk. 47: 63-69.
- Moser, M., Nespiak, A. & H. Schwöbel. 1969. Cortinarius ionosmus sp. nov. Ein neuer Schleierling aus der Untergattung Telamonia (Fr.) Loud. mit starkem Veilchengeruch. Zeitschr. Pilzk. 35: 35-40.
- Gruber, I. & M. Moser. 1969. Dermocybe holoxantha sp.n., ein gelbhütiger Hautkopf. Zeitschr. Pilzk. 35: 75-79.
- Moser, M. 1970a. Prof. Dr. Hans Kühlwein zum 60. Geburtstag. Zeitschr. Pilzk. 36: 277-278.
- Moser, M. 1970b. In memoriam Kurt Lohwag 1913-1970. Zeitschr. Pilzk. 36: 279-282.
- Moser, M. 1970c. Zum Tode von Julius Peter. Zeitschr. Pilzk. 36: 283.
- Moser, M. 1970d. Buchbesprechungen. Zeitschr. Pilzk. 36: 284-285.
- Moser, M. 1970d. Beiträge zur Kenntnis der Gattung Hebeloma. Zeitschr. Pilzk. 36, 1/2: 61-73.
- Moser, M. 1970e. Erfahrungsaustausch: Mykologie und Philatelie. Zeitschr. Pilzk. 36: 185-187.
- Moser, M. 1970f. Cortinarius Fr., Untergattung Leprocybe subgen. nov. Die Rauhköpfe. Zeitschr. Pilzk. 36: 19-39?. 37-57.

- Moser, M. 1971a. Adalbert Ricken und die Cortinarien-Forschung. Zeitschr. Pilzk. 37: 13-18.
- Moser, M. 1971b. Neuere Erkenntnisse über Pilzgifte und Giftpilze. Zeitschr. Pilzk. 37: 41-56.
- Moser, M. 1971c. Buchbesprechungen. Zeitschr. Pilzk. 37: 243-248.
- Moser, M. 1972a. Erfahrungsaustausch: Giftwirkung des Kahlen Kremplings (Paxillus involutus) aufgeklärt? Zeitschr. Pilzk. 38: 159-160.
- Moser, M. 1972b. Erfahrungsaustausch: Speichern Pilze selektiv radioaktive Spaltprodukte an? Zeitschr. Pilzk. 38: 161-162.
- Moser, M. 1972c. Erfahrungsaustausch: Sporensammlungen, Blausäurebildung. Zeitschr. Pilzk. 38: 163-166.
- Moser, M. 1972d. 5. Europäischer Mykologen-Kongress, Dänemark 18.-25. Sept. 1970. Zeitschr. Pilzk. 38: 167-168.
- Moser, M. 1972e. 1. Internationaler Mykologen-Kongress an der Universität Exeter, England, 8.-15. September 1971. Zeitschr. Pilzk. 38: 168-170.
- Moser, M. 1972f. 2. Mykologische Studientage in Brno, Tschecholowakei. Zeitschr. Pilzk. 38: 170-171.
- Moser, M. 1972g. Zum Tode von Bruno Hennig. Zeitschr. Pilzk. 38: 180-182.
- Moser, M. 1972h. Literaturbesprechungen. Zeitschr. Pilzk. 38: 183-190.
- Moser, M. 1972i. Die Gattung Dermocybe (Fr.) Wünsche (Die Hautköpfe). Schweiz. Zeitschr. Pilzk. Sondernummer 83, Heft 11: 153-167.
- Reininger, W., Steglich, W. & M. Moser. 1972. Velumpigmente einiger Cortinarien der Untergattung Telamonia (Agaricales). Zeitschr. Naturforsch. 27b: 1099.
- Moser, M. 1973a. Die Arten um Rhodophyllus dysthales (Peck) Romagn. Persoonia 7: 281-288.
- Moser, M. 1973b. Moderne Aspekte der Mykologie. Zeitschr. Pilzk. 39: 39-44.
- Moser, M. 1973c. Rektor Karl Kronberger in memoriam. Zeitschr. Pilzk. 39: 260.
- Moser, M. 1973d. A pigmentek és egyéb anyagok jelentösége a Cortinariusok és rokon nemzetségeik taxonómiájában. Mikol. Közlemények 2: 51-58.
- Moser, M. 1973e. Die Gattung Dermocybe (Fr.) Wünsche (Die Hautköpfe). Schweiz. Zeitschr. Pilzk. Sondernummer 87. 51: 129-141.
- Moser, M. 1974a. Dr. E.H. Benedix - zum 60. Geburtstag. Zeitschr. Pilzk. 40: 236-238.
- Moser, M. 1974b. Dr. Albert Pilát in memoriam. Zeitschr. Pilzk. 40: 238-239.
- Moser, M. 1974c. Cortinarius (Phlegmacium) kuehneri n.sp. Eine neue, subalpine Phlegmacium Art aus subalpinen Grünerlenbeständen. Trav. mycol. déd. R. Kühner. Bull. Soc. Linn. Lyon 43 (no. spécial): 285-290.
- Moser, M. 1974d. Die Gattung Dermocybe (Fr.) Wünsche (Die Hautköpfe). Schweiz. Zeitschr. Pilzk. Sondernummer 91. 52: 97-108; 92: 129-142.
- Moser, M. 1974d. Die Gattung Dermocybe (Fr.) Wünsche (Die Hautköpfe). Schweiz. Zeitschr. Pilzk. Sondernummer 92. 52: 129-142.
- Moser, M. 1974e. Buchbesprechungen – Literaturhinweise. Zeitschr. Pilzk. 40: 242-245.
- Moser, M. 1975. Zur Interpretation von Cortinarius rigidus Fr. Zeitschr. Pilzk. 41: 169-174.
- Moser, M. & E. Horak. 1975. Cortinarius Fr. und nahe verwandte Gattungen in Südamerika. Nova Hedwigia Beiheft 52: 1-628.
- Moser, M. 1976a. Dr. Rolf Singer 70 Jahre. Zeitschr. Pilzk. 42: 127-128.
- Moser, M. 1976b. Liesel Schäffer, 1892-1976. Zeitschr. Pilzk. 42: 129.
- Moser, M. 1976c. Dr. Erich Pieschel, 1894-1975. Zeitschr. Pilzk. 42: 130.
- Moser, M. 1976d. 6. Europäischer Mykologie-Kongress Avignon, 19.-27.Ok.1974. Zeitschr. Pilzk. 42: 121-122.
- Moser, M. 1976e. Die Gattung Dermocybe (Fr.) Wünsche (Die Hautköpfe). Schweiz. Zeitschr. Pilzk. Sondernummer 101. 54: 145-150.
- Moser, M. 1977a. The problem of Lactarius mammosus Fr. Kew Bull. 31: 529-532.
- Moser, M. 1977b. Mycena osmundicola Lge. in der Schweiz. Schweiz. Zeitschr. Pilzk. Sondernummer 105. 55: 157-158.
- Moser, M., N. Binyamini & Z. Avizohar-Hershenzon. 1977. New and noteworthy Russulales from Israel. Trans. Brit. mycol. Soc. 68: 371-377.
- Moser, M. & G. Keller. 1977. Dermocybe saligna sp.nov., eine mit Salix assoziierte Dermocybe-Art. Zeitschr. Pilzk. 43: 207-212.
- Moser, M. 1978a. Elias Magnus Fries und seine Sammelgebiete um Femsjö. Zeitschr. Mykol. 44: 179-189.
- Moser, M. 1978b. Ueber eine subboreale und eine subalpine Russula Art. Sydowia 31: 97-102.
- Moser, M. 1978c. Röhrlinge und Blätterpilze. 4. Aufl. Kleine Kryptogamenflora Mitteleuropas. Bd. 2b/2: 1-532. G. Fischer. Stuttgart.
- Moser, M. 1978d. Fungorum Rariorum Icones Coloratae. 7: 1-48. J. Cramer. Vaduz.
- Moser, M. 1979a. Über einige neue oder seltene Agaricales-Arten aus dem Pieniny

und aus Biesczciade, Polen. Sydowia Beih. 8: 268-275.
- Moser, M. 1979b. Über Cortinarius mucifluus Fr. Schweiz. Zeitschr. Pilzk.

Sondernummer 114. 57: 145-148. 
- Moser, M. 1979c. Gombaföldrajz. Mikol. Közlemények 2: 57-60.
- Moser, M., & E. Horak. 1979. Verzeichnis der wichtigsten Publikationen von R.

Singer. Sydowia Beih. 8: 1-13. 
- Moser, M. 1980a. Guida alla determinazione dei funghi. (Polyporales, Boletales, Agaricales, Russulales). 565 S. Saturnia, Trento.
- Moser, M. 1980b. Cortinarius adalberti Favre. Schweiz. Zeitschr. Pilzk. 58: 97-101.
- Moser, M. & R. Pöder. 1981. Galerina sphagnicola (Atk.) Smith & Singer, an American calyptrate-spored Galerina found in Sweden. Göteb. Svampk. Arssk. 10: 51-54.
- Moser, M. & J. Trimbach. 1981. Russula cistoadelpha sp.n.- eine mit Cistus assoziierte Russula Art. Sydowia 34: 125-129.
- Kürnsteiner, H. & M. Moser. 1981. Isolation of a lethal toxin from Cortinarius orellanus Fr. Mycopath. 74: 65-72.
- Moser, M. 1982. Mycoflora of the transitional zone from subalpine forests to alpine tundra. Int. Symp. Arctic-Alpine Mycol (ISAM). 1: 371-389.
- Moser, M. 1983a. Röhrlinge und Blätterpilze. 5. Aufl. Kleine Kryptogamenflora Mitteleuropas. Bd. 2b/2: 1-533. Gustav Fischer. Stuttgart.
- Moser, M. 1983b. Notizen zu einigen Cortinarien aus der Untergattung Telamonia. Mycol. Helv. 1: 1-16.
- Moser, M. 1983c. Keys to Agarics and Boleti (Polyporales, Boletales, Agaricales, Russulales). R. Phillips. London. 535 pp.
- Moser, M. & H. Keller-Dilitz. 1983. Cortinarius raphanoides Pers.: Fr. and related species. Cryptogamie, Mycologie 4: 41-50.
- Moser, M. & K. Haselwandter. 1983. Ecophysiology of mycorrhizal symbioses. Plant Ecology 3: 392-421.
- Moser, M., Kürnsteiner, H., Aberham, R. & R. Gamper. 1983. Ricerche sulle proprietà delle tossine presenti nei Cortinari. Atti Convegno Intern. Micol., Borgo Val di Taro 1983: 33-46.
- Moser, M. 1984a. Panaeolus alcidis, a new species from Scandinavia and Canada. Mycologia 76: 551-554.
- Moser, M. 1984b. Chemotaxonomic Approaches to the Taxonomy of the Agaricales. In: L.S. Subramanian (ed.). Taxonomy of Fungi. Proc. Int. Symp.Taxonomy Fungi, Madras 1973. pp. 601-612.

- Moser, M. 1984c. Über Cortinarius ionosmus Moser, Nespiak & Schwöbel, C. licinipes Fr. und C. dilutus Fr. Mycol. Helv. 1: 215-226.

- Moser, M. 1984d. Marasmius borealis Gilliam found in Sweden. Windahlia 14: 65-67.

- Moser, M. 1984e. Notes on the genus Callistosporium. Atti Convegno Intern. Micol. "La famiglia delle Tricholomataceae". 10-15 Sett. 1984, Centro Studi Flora Mediterranea 6: 145-159.

- Moreno, G., & M. Moser.1984f: Hebeloma pyrophilum sp. nov. (Cortinariaceae, Agaricales). Bol. Soc. micol. Castellana 8: 79-82.

- Steglich, W., Kopanski, W., Moser, M. & G. Tegtmeyer. 1984. Indolalkaloide aus dem Blätterpilz Cortinarius infractus. Tetrahedron Letters 25: 22.

- Moser, M. 1985a. Forays in America and Europe compared. McIlvainea 7: 7-8.

- Moser, M. 1985b. The relevance of chemical characters for the taxonomy of Agaricales. Plant Science (India) 94: 381-386.

- Moser, M. 1985c. Beiträge zur Kenntnis der Gattung Hebeloma. 2. Sydowia 38: 171177.

- Keller-Dilitz, H., Moser M. & J. F. Ammirati. 1985. Orellanine and other fluorescent compounds in the genus Cortinarius, sect. Orellani. Mycologia 77: 667-673.
- Moser, M. 1986a. Guida alla determinazione dei funghi (Polyporales, Boletales, Agaricales, Russulales). 2 ed. Saturnia, Trento. 565 S.
- Moser, M. 1986b. Cortinarius schaefferi Bresadola. Boll. Gruppo micol. Bresadola 29: 100-104.
- Moser, M. 1986c. Cortinarius Fr. subgen. Cortinarius in the SW-Pacific area. Sydowia 39: 138-147.
- Moser, M. 1987. Funghi ed ambiente. In: Atti Convegno Intern. Micol. Fungi atque

loci natura, 1987. Centro Studi Flora Mediterranea 7: 1-6. 
- Moser, M. & B. Cetto. 1987. Bolbitius incarnatus Hongo trovato in Italia. Boll. Gruppo

micol. Bresadola 30: 26-28. 
- Moser, M., Hofmann, J., Pfitscher, A., Ridl, W. & R. Wieser. 1987. Mikrobielle Parameter als Indikatoren für die anthropogene Beeinflussung alpiner Böden, besonders durch Massentourismus. - In: MaB-Projekt Obergurgl. Veröff. Oesterr. MaB-Programm. 10: 257-279.

- Moser, M. & K. McKnight. 1987. Fungi (Agaricales, Russulales) from the alpine zone of the Yellowstone National Park and the Beartooth Mountains with special emphasis on Cortinarius. Int. Symp. Arctic-Alpine Mycology (ISAM). 2: 299-317.

- Keller, G., Moser, M., Horak, E. & W. Steglich. 1987. Chemotaxonomic investigations of species of Dermocybe (Fr.) Wünsche (Agaricales) from New Zealand, Papua New Guinea and Argentina. Sydowia 40: 168-187.

- Faderl, C. & M. Moser. 1988. Einfluss des Wassergehaltes auf die Frostresistenz von Flammulina velutipes. Zeitschr. Mykol. 54: 127-138.

- Prast, H., Werner, E.R., Pfaller, W. & M. Moser. 1988. Toxic properties of the mushroom Cortinarius orellanus. 1. Chemical characterization of the main toxin of Cortinarius orellanus (Fr.) and C. speciosissimus (Kühn. & Romagn.) and acute toxicity in mice. - Arch. Toxicol. 62: 81-88.

- Moser, M. 1989a. On some interesting Cortinarius species from the Femsjö area (Sweden). Opera Bot. 100: 177-183.
- Moser, M. 1989b. What do we know about the action of orellanine? Doc. Mycol. 20(77): 71-76.
- Pöder, R., Moser, M. 1989. Eine einfache, empfindliche Methode zum makrochemischen Nachweis von Orellanin. Mycol. Helv. 3: 283-290.

- Ruedl, Ch., Gstraunthaler, G. & M. Moser. 1989. Differential inhibitory action of the fungal toxin orellanine on alkaline phosphatase isoenzymes. Bioch. Biophys. Acta 991: 280-283.

- Ruedl, Ch., Gstraunthaler, G. & M. Moser. 1990. The toxic action of orellanine and other dipyridyles on different epithelial cell cultures (LLC-PK1, CaCo-2, and OK). Mycol. Helv. 4: 99-109.

- Moser, M. 1991. Zwei neue Tricholomataceae: Melanoleuca tristis sp.n. und Lepista tomentosa sp.n. Boletus 15: 65-68.
- Fassi, B. & M. Moser. 1991. Micorrize nelle foreste naturali nell'Africa tropicale e nei Neotropici. - In: Funghi, Piante e Suolo. Centro Studio Micol. Torino. pp. 157-202.
- Pfaller, W., Gstraunthaler, G., Prast, H., Rupp, L., Ruedl, C., Michelitsch, S. & M. Moser. 1991. Effects of the fungal toxin orellanine on renal epithelium. Neophrotoxocity. 63-69. Marcel Dekker.
- Moser, M. 1992. On two interesting species of Inocybe from Sweden. Persoonia 14: 571-576.

- Moser, M. 1993a. The genus Collybia (Fr.) Staude in the area of Femsjö, Smøland, Sweden. Polarflokken 17(2): 409-420.

- Moser, M. 1993b. Studies on North American Cortinarii. 3. The Cortinarius flora of dwarf and shrubby Salix associations in the alpine zone of the Windriver Mountains, Wyoming, USA. Sydowia 45: 275-306.

- Moser, M. 1993c. Fungal growth and fructification under stress conditions. Ukr. Bot. Journ. 50: 5-12.

- Moser, M. 1993d. Remarkable species of Agaricales collected in the Crimean Mts. (Ukraine). Ukr. Bot. Journ. 50: 93-103.

- Moser, M. & M. Rameseder. 1993. An alpine Collybia species associated with Loiseleuria procumbens: Collybia loiseleurietorum sp.n. (ISAM) Int. Symp. Arctic-Alpine Mycology 3. Bibl. Mycol. 150: 171-178.
- Moser, M. 1994a. Beobachtungen zur Ökologie von Mycena purpureofusca (Peck) Sacc. AMO 9: 35-37.
- Moser, M. 1994b. Über drei interessante Agaricales aus den Jaila-Bergen, Krim (Ukraine). AMO 9: 39-44.
- Moser, M. 1994c. Following Fries's footsteps in the Femsjö woods. Jordstjärna 15: 77-90.
- Moser, M. 1994d. Beobachtungen zur Gattung Kuehneromyces Singer & Smith. Österr. Zeitschr. Pilzk. 3: 101-112.

- Moser, M., McKnight, K. & M. Seidl. 1994. The genus Cortinarius (Agaricales) in the Greater Yellowstone Area. Mycorrhizal host associations and taxonomic considerations. - In: D.G. Despain (ed.). Plants and their Environment. Yellowstone Techn. Rep. NPS/NRYELL/NRTR-93/20: 239-246.

- Pelizzari, V., Feifel, E., Rohrmoser, M., Gstraunthaler, G. & M. Moser. 1994. Partial purification and characterization of a toxic component of Amanita smithiana. Mycologia 86: 555-560.

- Moser, M. 1995a. What can a study of the fungus flora of the Femsjö area today teach us about Fries' species concept. - In: N. Lundquist & R. Moberg (eds.). Hymenomycetes in the perspective of 200 years. Symb. Botan. Upsal. 30: 59-64.
- Moser, M. 1995b. Observations on several tricholomataceous Agaricales. Doc. Mycol. 25 (98-100): 279-284.
- Moser, M. 1995c. Some interesting Cortinarii from Upper Austria. Österr. Zeitschr. Pilzk. 4: 95-106.
- Moser, M., McKnight, K. & J.F. Ammirati. 1995. Studies on North American Cortinarii. 1. New and interesting taxa from the Greater Yellowstone Area. Mycotaxon 55: 301-346.
- Ammirati, J., Moser, M., Seidl, M. & M. Decher. 1995. Cortinarius subgen. Sericeocybe: C. traganus forma ochraceus. Doc. Mycol. 25 (98-100): 5-11.
- Moser, M. 1996. Two new species of Cortinarius (Telamonia) sect. Bovini and Armillati. - In: S.P. Wasser (ed.). Botany and Mycology for the next Millennium. Nat. Academy Sci. Ukraine, Kholodny Inst. Botany, Kiew. pp. 331-335.
- Moser, M. & J. F. Ammirati. 1996. Studies on North American Cortinarii. 2. Interesting and new species collected in the North Cascade Mountains, Washington. Mycotaxon 58: 387-412.

- Peintner, U. & M. Moser. 1996a. The mycobiota (Basidiomycetes) of an Alpine Tyrolean valley. Phyton 36: 65-81.

- Peintner, U. & M. Moser. 1996b. Survey of heavy metal deposition at the Schulterberg (Achenkirch Altitude Profiles) by using basidiomycetes as bioindicators. Phyton 36: 155-162.

- Moser, M. 1997a. Contribution to the knowledge of North American Suillus species (Basidiomycotina, Boletales). Mycotaxon 65: 301-402.
- Moser, M. 1997b. On the occurrence of two Cortinarius species described by Bresadola in North America. Boll. Gruppo micol. Bresadola 40: 337-342.
- Moser, M. 1997c. Notes on some Mediterranean Cortinarii. Micol. Veg. Mediterranea 12: 121-135.
- Moser, M. & J. F. Ammirati. 1997. Studies on North American Cortinarii. 4. New and interesting Cortinarius species (subgen. Phlegmacium) from oak forests in Northern California. Sydowia 49: 1: 25-48.

- Moser, M. & J. F. Ammirati. 1999. Studies in North American Cortinarii. 5. New and interesting Phlegmacia from Wyoming and the Pacific North West. Mycotaxon 72: 289-321.

- Moser, M., Peintner, U. & W. Klofac. 1999. Observations on the occurrence of Rhizopogon pannosum in Austria. Österr. Zeitschr. Pilzk. 8: 5-8.
- Peintner, U., Kirchmair, M., Moser, M., Pöder, R. & H. Ladurner. 1999. Ergebnisse der 26. Mykologischen Dreiländertagung in Rotholz- Jenbach (Tirol) vom 29. August bis 5. September 1998. Oesterr. Zeitschr. Pilzk. 8: 83-125.

- Pellizari, V. & M. Moser. 1999. Non-protein Amino-acids as toxic principle in species of Amanita. Pagine di Micologia 11: 99-104.

- Moser, M. 2000. Beobachtungen zur Gattung Pachylepyrium Singer. Hoppea, Bresinsky-Festschrift, Denkschr. Regensb. Bot. Ges. 61: 267-274.

- Moser, M. & J. F. Ammirati. 2000. Studies in North American Cortinarii. 6. New and interesting taxa in subgenus Phlegmacium from the Pacific States of North America. Mycotaxon 74: 1-36.

- Moser, M. & U. Peintner. 2000. Rhizopogon pannosus - Rhizopogon pumilionus?. Österr. Zeitschr. Pilzk. 9: 17-22.

- Moser, M. & M. Kirchmair. 2001. Notes on two rare Lactarius species. Czech Mycology 2000: 317-322.
- Moser, M. 2001a. Some aspects of Cortinarius associated with Alnus. Quelques aspects de l'association Cortinarius-Alnus. Journ. J.E.C. 3: 47-101.
- Moser, M. 2001b. Rare, debated and new taxa of the genus Cortinarius (Agaricales). Libreria Mykoflora, Alassio. 1-57.
- Moser, M. 2001c. Beobachtungen zur Gattung Volvariella. Österr. Zeitschr. Pilzk. 10: 181-184.
- Keller, G., & M. Moser, 2001. Die Cortinariaceae Österreichs. Catalogus Florae Austriae III. Pilze Heft 2. Agaricales: Cortinariaceae. 220 pp.

- Moser, M., Ladurner, H., Peintner, U. & M. Kirchmair. 2001. Gymnopilus turficola (Agaricales), a new species from sub-arctic palsa mires and its phylogenetic relationship based on ITS sequences. Nordic Journ. Bot. 21: 321-327.

- Peintner, U., Bougher, N.L., Castellano, M.A., Moncalvo, J.-M., Moser, M., Trappe, J.M. & R. Vilgalys. 2001. Multiple origins of sequestrate fungi related to Cortinarius (Cortinariaceae). Amer. Journ. Bot. 88: 2168-2179.

- Moser, M. 2002a. Studies in the North American Cortinarii. 7. New and interesting species of Cortinarius subgen. Telamonia from the Rocky Mountains. Fedde's Repert. 113: 48-62.

- Moser, M. 2002b. Addition and correction to: Some aspects of Cortinarius associated with Alnus. Jour. J.E.C. 5: 47-48.

- Moser, M. & U. Peintner. 2002a. The species complex Cortinarius scaurus - C. herpeticus based on morphological and molecular data. Micol. Veget. Mediterranea 17: 3-17.

- Moser, M. & U. Peintner. 2002b. Die phylogenetischen Beziehungen der Cortinarius aureopulverulentus Gruppe. Journ. J.E.C. 5: 28-48.

- Peintner, U., Horak, E., Moser, M. & R. Vilgalys. 2002. Phylogeny of Rozites, Cuphocybe and Rapacea inferred from ITS and LSU rDNA sequences. Mycologia 94: 620-629.

- Peintner, U., Moser, M. & R. Vilgalys. 2002a. Thaxterogaster is a taxonomic synonym of Cortinarius: new names and new combinations. Mycotaxon 81: 177-184.

- Peintner, U., Moser, M. & R. Vilgalys. 2002b. Rozites, Cuphocybe and Rapacea are taxonomic synonyms of Cortinarius: new names and new combinations. Mycotaxon 83: 447-451.

- Thomas, K.A., Peintner, U., Moser, M. & P. Manimohan. 2002. Anamika, a new mycorrhizal genus of Cortinariaceae from India and its phylogenetic position based on ITS and LSU sequences. Mycol. Res. 106: 245-251.

- Moser, M. & W. Jülich. 1985-2003. Farbatlas der Basidiomyzeten. Lieferungen 1-21. G. Fischer. Stuttgart.

- Moser, M. 2002. Subalpine conifer forests in the Rocky Mts., the Alps, and the Altai. Festschrift O.K. Miller. in print

- Peintner, U., Moser, M., Thomas, K.A. & P. Manimohan. 2002. First records of ectomycorrhizal Cortinarius species (Agaricales, Basidiomycetes) from tropical India and their phylogenetic position based on rDNA ITS sequences. Mycol. Res. in print

- Peintner, U., Moncalvo, J.-M., Moser, M. & R, Vilgalys. Rapid and ancient radiation of the ectomycorrhizal mushroom genus Cortinarius (Agaricales, Basidiomycota) as indicated by multiple-gene phylogenies. Syst. Biol., submitted.